# De Schelde (oratorium)
De Schelde is een romantisch oratorium in drie delen, gecomponeerd door de Vlaamse componist Peter Benoit met teksten geschreven door Emmanuel Hiel. 
Het werk dateert uit 1866-'67. Dit oratorium is geschreven voor solisten, gemengd koor, orgel, harp en orkest. Het oratorium werd gedrukt door A. Mertens te Antwerpen in 1902 en bevatte 161 pagina's. Het handelt - zoals de naam reeds doet vermoeden - over de Schelde. In augustus 2013 werd het oratorium uitgevoerd door Antwerp Symphony Orchestra (de Filharmonie, in samenwerking met het Vlaams Radiokoor en het Nederlands Groot Omroepkoor, alsook solisten Cathy Van Roy, Gijs Van der Linden, Werner Van Mechelen e.a. onder leiding van de Britse dirigent Martyn Brabbins. Van dit concert werd in november 2014 een live-opname uitgebracht op cd.
De Schelde werd overigens, net als het oratorium Lucifer (1866) een grote symboolwaarde aangezien Benoit van dat moment af definitief kiest voor de volkstaal als voertaal voor zijn composities. Het nationalisme kwam steeds harder op de voorgrond in zijn muziek, hoewel hij in de jaren 1870 nog enkele zeer persoonlijke werken schreef, zoals Liefdesdrama aan Zee (1872) en De Oorlog (1873).